# Adita Riera
Ada Riera (Caracas, Venezuela, 19 de julio de 1948) es una actriz, locutora y modelo venezolana, hija de la primera actriz Chela D'Gar. Protagonizó varias telenovelas en Venevisión, siendo la primera Lucecita junto a Humberto García, y ha participado en varias radionovelas del Universo del Espectáculo.

## Biografía
Ada Graciela García nació en Caracas. De 1954 a 1967 cursó estudios en el Colegio La Consolación donde se graduó de Bachiller en Ciencias; de 1968 a 1972, en la Universidad Católica Andrés Bello, obteniendo el título de Licenciada en Comunicaciones. Debutó como actriz y modelo infantil en Venevisión, Canal 4, en 1962; también trabajó como locutora y en radionovelas. Debutó en el teatro en la obra Bodas de sangre en el año 1964. En 1967 participa en su primera telenovela Sor Alegría. Luego de una exitosa carrera en telenovelas, se retiró en 1980. En el año 2004 regresó a las radionovelas y en 2006 a las telenovelas.

## Filmografía

### Telenovelas
- Sor Alegría (Venevisión, 1967)
- Don Bosco (Venevisión, 1967)
- Rosario ... Bebita (Venevisión, 1968)
- Esmeralda ... Graciela Peñalver (Venevisión, 1970)
- Me llamo Julián, te quiero (Venevisión, 1972)
- Lucecita ... Lucecita (Venevisión, 1972)
- La mujer prohibida ... Virginia Galván (Venevisión, 1972)
- La loba ... Virginia Galván / Angélica de Montemar (Venevisión, 1973)
- Isla de brujas (Venevisión, 1974)
- Los poseídos ... Isabel Proctor (Venevisión, 1974)
- La señorita Elena ... Elena Román (Venevisión, 1975)
- Daniela ... Daniela (Venevisión, 1976)
- Expediente de un amor (Venevisión, 1977)
- Indocumentada (Venevisión, 1977)
- El desprecio ... Octavia Santamaría (RCTV, 2006)
- Mi prima Ciela ... Sor Esperanza Ávila. "Sor Canario" (RCTV, 2007)
- Alma indomable ... Caridad Robles (Venevisión Internacional, 2009)
- Pecadora ... Jueza Sotomayor (Venevisión, 2009)

### Series
- Los tres mosqueteros (Venevisión, 1976)
- Dick Turpin (Venevisión, 1976)
- Zárate (Venevisión, 1976)
- Abracadabra

### Películas
- Acosada (1964)
- La heroína
- Cartas de amor
- Clamor campesino
- Pacto de hermanas

## Radionovelas
- Las alegres comadres de Windsor
- La zapatera prodigiosa
- Cuento de navidad
- Leonela
- Donde nace el recuerdo
- Libertaria

## Teatro
- Bodas de sangre (1964)
- La tercera palabra (1968)
- Réquiem para un eclipse (1970)